# Ламело Бол
Ламело Лафранс Бол (енгл. LaMelo LaFrance Ball; Анахајм, Калифорнија, 22. август 2001) амерички је кошаркаш. Игра на позицији плејмејкера, а тренутно наступа за Шарлот хорнетсе.
На НБА драфту 2020. одабрали су га Шарлот хорнетси као трећег пика.

## Успеси

### Појединачни
- НБА Ол-стар меч (1): 2022.
- НБА новајлија године: 2020/21.
- Идеални тим новајлија НБА — прва постава: 2020/21.
- Новајлија године Националне кошаркашке лиге Аустралије (1): 2019/20.